# روي كوريني
روي كوريني (بالعبرية: רוי קורין‏) هو لاعب كرة قدم إسرائيلي، ولد في 10 سبتمبر 2002 في هرتسليا في إسرائيل.